# Kalifaat Sokoto
Het kalifaat Sokoto of Fulbe-rijk was een historisch kalifaat van de Fulbe, voornamelijk gelegen in het huidige Nigeria.  Het werd bestuurd door de sultan van Sokoto.  De huidige Nigeriaanse staat Sokoto, met de gelijknamige stad Sokoto, vormt de noordwestelijke hoek van het toenmalige kalifaat. 
Het kalifaat werd in 1809 gesticht door Usman dan Fodio tijdens de Fulbe-jihad. Het was een van de machtigste rijken in Afrika vóór de Europese kolonisaties. Gedurende een groot deel van de koloniale periode bleef het kalifaat bestaan, maar het verloor steeds meer macht. In 1903 stortte het rijk uiteindelijk ineen en werden het kalifaat en zijn vele vazalstaten verdeeld door de Britse, Franse en Duitse kolonisators. De titel Sultan van Sokoto is echter blijven bestaan en is momenteel in het bezit van Sa'adu Abubakar.